# .mp
.mp е интернет домейн от първо ниво за Северните Мариански острови. Администрира се от Saipan DataCom, Inc. Домейнът е представен през 1996 г.